# Conocrambus medioradiellus
Conocrambus medioradiellus là một loài bướm đêm trong họ Crambidae.